# Frankrijk op het Eurovisiesongfestival 1962

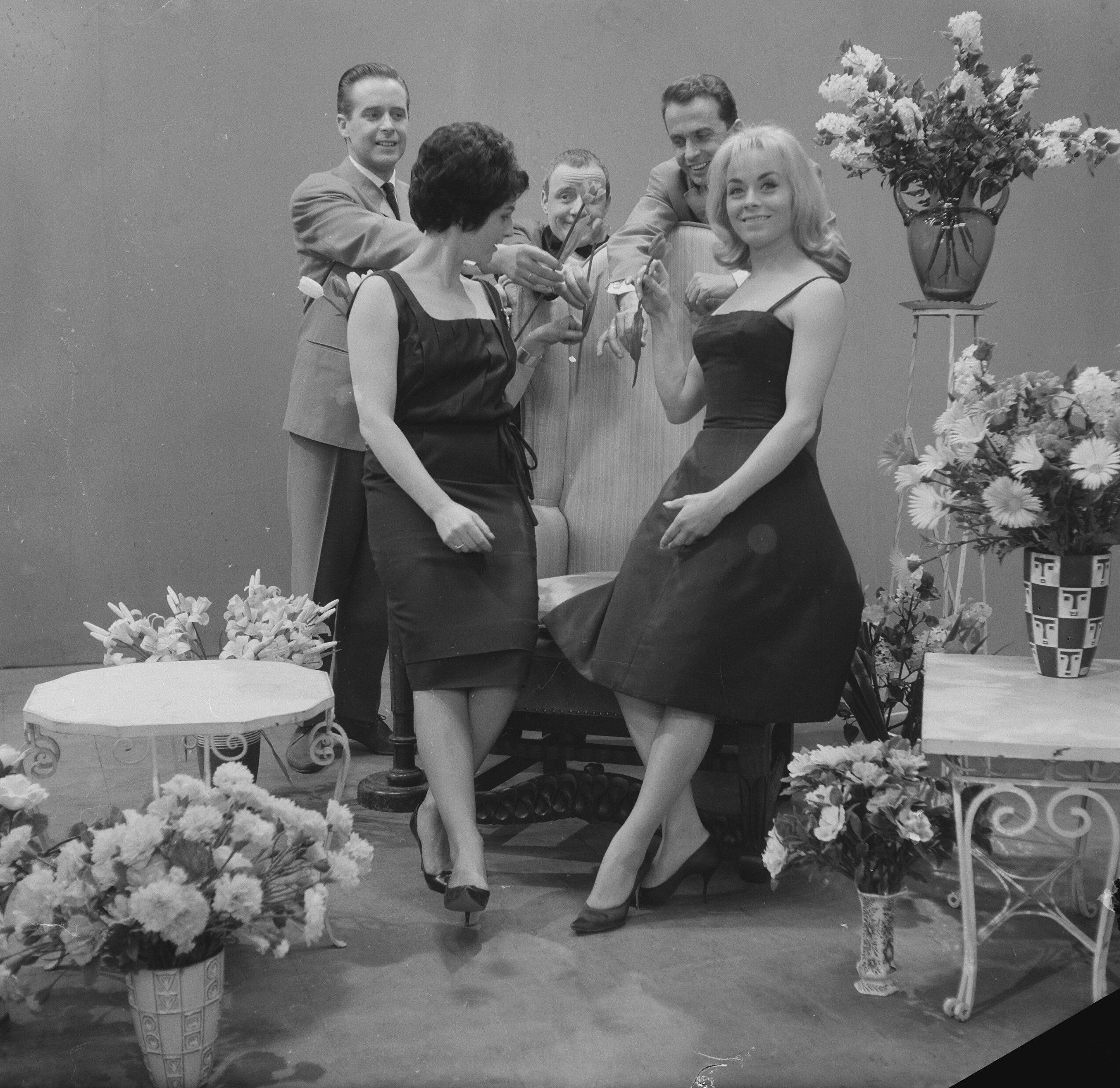
Isabelle Aubret (rechts) tijdens de opnames van TV Rendez vous, daags na haar songfestival overwinning.

Frankrijk werd vertegenwoordigd op het Eurovisiesongfestival 1962 door Isabelle Aubret. Het was de zevende keer dat Frankrijk deelnam aan het festival.

## Selectiemethode
De Franse inzending werd in tegenstelling tot voorgaande jaren niet middels een nationale finale maar via een interne selectie gekozen. De Franse zender FRT had de zangeres Isabelle Aubret aangezocht om het land te vertegenwoordigen. In 1961 wist Aubret nog een derde plaats te behalen in de nationale voorronde. 
Het gekozen lied werd Un Premier Amour een ballad over de macht die een eerste liefde heeft over mensen. Het nummer werd geschreven door Roland Valade en gecomponeerd door Claude Henri Vic. Op 12 maart 1962 werd de inzending tijdens het televisieprogramma La soirée du disque aan het publiek voorgesteld.

## Finale in Luxemburg
Op 18 maart 1962 vond de finale van het Eurovisiesongfestival 1962 plaats in Villa Louvigny, Luxembourg stad. Frankrijk was als vijfde aan de beurt na de Finse bijdrage en voorafgaand aan de Duitse inzending die als getipte winnaar gold . Het orkest stond tijdens het Franse optreden onder leiding van Franck Pourcel. 
Aan het eind van de puntentelling kwam Frankrijk als verrassende winnaar uit de bus met 26 punten, voorafgaand werd het land niet als een van de favorieten gerekend voor de eindoverwinning.  Het resultaat betekende de derde Franse songfestivaloverwinning in vijf jaar tijd. Van 5 landen kreeg Frankrijk het maximum van de aantal te vergeven punten. België had 2 punten voor de Franse inzending over, vanuit Nederland kwam er geen punten voor de Franse bijdrage.
1956 · 1957 · 1958 · 1959 · 1960 · 1961 · 1962 · 1963 · 1964 · 1965 · 1966 · 1967 · 1968 · 1969 · 1970 · 1971 · 1972 · 1973 · 1974 · 1975 · 1976 · 1977 · 1978 · 1979 · 1980 · 1981 · 1982 · 1983 · 1984 · 1985 · 1986 · 1987 · 1988 · 1989 · 1990 · 1991 · 1992 · 1993 · 1994 · 1995 · 1996 · 1997 · 1998 · 1999 · 2000 · 2001 · 2002 · 2003 · 2004 · 2005 · 2006 · 2007 · 2008 · 2009 · 2010 · 2011 · 2012 · 2013 · 2014 · 2015 · 2016 · 2017 · 2018 · 2019 · 2020 · 2021 · 2022 · 2023 · 2024 · 2025